# فینال لیگ قهرمانان اروپا ۲۰۲۱
فینال لیگ قهرمانان اروپا ۲۰۲۱، آخرین بازی لیگ قهرمانان اروپا ۲۱–۲۰۲۰، شصت و ششمین دوره مسابقات فوتبال باشگاهی برتر اروپا بود و توسط یوفا برگزار شد. این بازی بین تیم‌های منچستر سیتی و چلسی در ورزشگاه دراگو در کشور پرتغال در تاریخ ۲۹ مه ۲۰۲۱ برگزار شد.
در ابتدا قرار بود فینال در استادیوم کرستوفسکی در سن پترزبورگ روسیه برگزار شود. با این حال، به دلیل به تعویق انداختن و جابجایی فینال ۲۰۲۰ به‌خاطر همه‌گیری ویروس کرونا، این میزبانی به فصل بعد موکول شد و در نتیجه قرار بود ورزشگاه المپیک آتاترک در استانبول ترکیه میزبان فینال ۲۰۲۱ باشد. نهایتاً، در ۱۳ مه ۲۰۲۱ یوفا اعلام کرد که فینال به پورتو منتقل می‌شود تا هواداران بتوانند این مسابقه را از نزدیک ببینند.
باشگاه فوتبال چلسی با تک گل کای هاورتز، با نتیجه ۰—۱ از سد منچستر سیتی گذشت و برای دومین بار قهرمان لیگ قهرمانان اروپا شد، مجوز بازی در برابر قهرمان لیگ اروپا ۲۱–۲۰۲۰، ویارئال در سوپر جام اروپا ۲۰۲۱ را کسب کرد و به جام باشگاه‌های جهان ۲۰۲۱ ژاپن راه یافت، همچنین وارد مرحله گروهی لیگ قهرمانان اروپا ۲۲–۲۰۲۱ شد و از آنجایی که این تیم از طریق عملکرد خود در لیگ صعود کرده بود، سهمیه رزرو شده با توجه به لیست دسترسی فصل آینده به قهرمان فدراسیون یازدهم رده‌بندی یوفا داده شد.

## تیم‌ها
در جدول زیر، فینال‌ها تا سال ۱۹۹۲ در دوره جام باشگاه‌های اروپا بودند، و از سال ۱۹۹۳ در دوره لیگ قهرمانان اروپا.
| تیم         | دیدارهای فینال پیشین (اعداد پررنگ نشان دهنده قهرمانی) |
| ----------- | ----------------------------------------------------- |
| منچستر سیتی | بدون حضور                                             |
| چلسی        | ۲ (۲۰۰۸، ۲۰۱۲)                                        |

## مکان

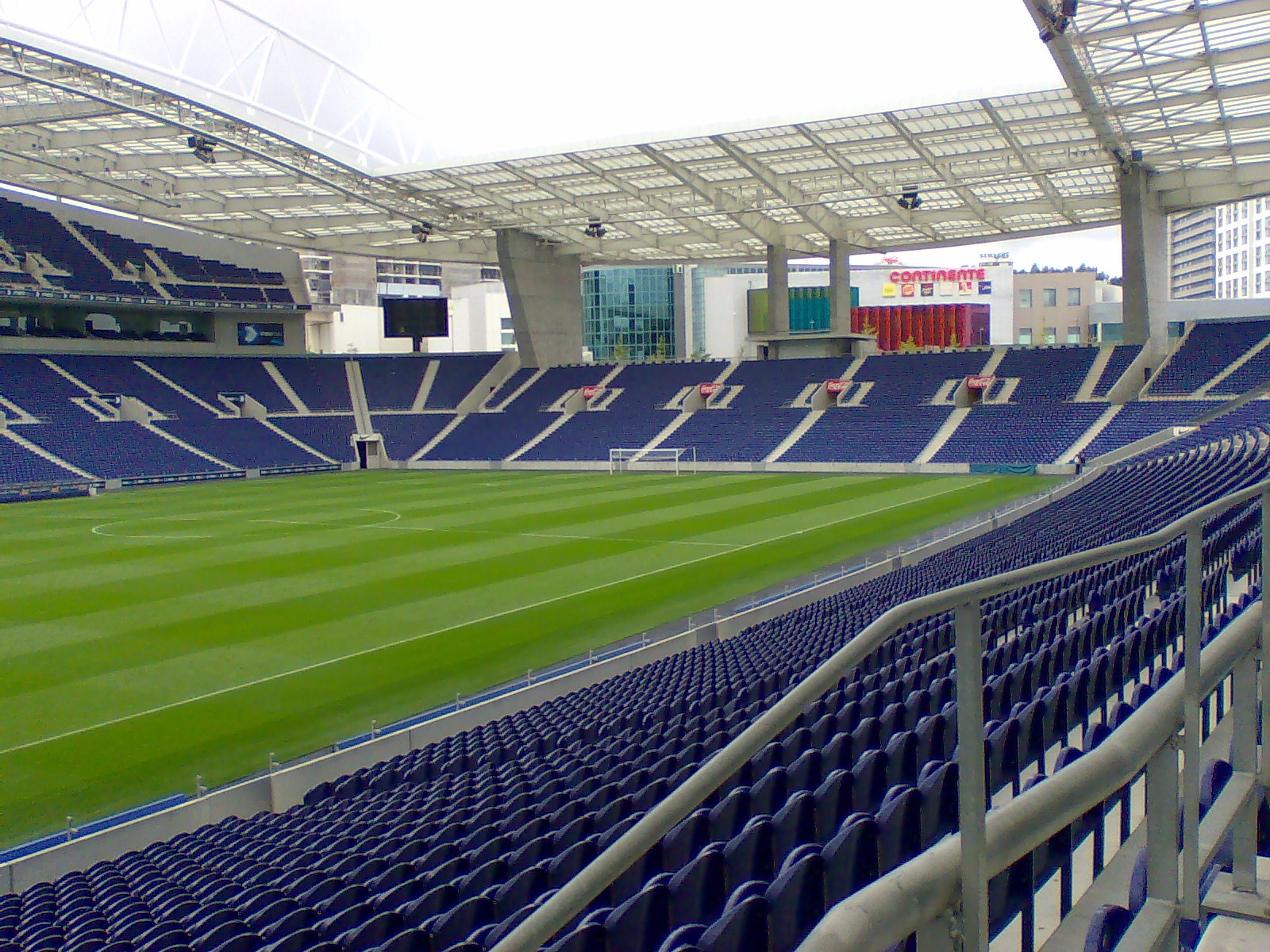
ورزشگاه دراگو در پورتو میزبان بازی نهایی بود.

این بازی چهارمین فینال جام باشگاه‌های اروپا/لیگ قهرمانان اروپا است که در پرتغال برگزار می‌شود و همچنین اولین فینال است که در شهر لیسبون برگزار نمی‌شود. پرتغال قبلاً در سال ۱۹۶۷ در ورزشگاه ملی لیسبون و در سال‌های ۲۰۱۴ و ۲۰۲۰ در ورزشگاه استادیو دا لوز میزبان فینال رقابت‌ها بود. این اولین بار در تاریخ جام باشگاه‌های اروپا/لیگ قهرمانان اروپا است که یک کشور دو سال متوالی میزبان فینال رقابت‌ها است. ورزشگاه دراگو قبلاً میزبان برخی از بازی‌های جام ملت‌های اروپا ۲۰۰۴ و مرحله نهایی لیگ ملت‌های اروپا ۲۰۱۹ بود. این بازی اولین فینال بعد از سال ۲۰۰۴ است که در یک ورزشگاه با ظرفیت کمتر از ۶۰ هزار نفر برگزار می‌شود.

### انتخاب میزبان اولیه
یک فرایند مناقصه آزاد در ۲۲ سپتامبر ۲۰۱۷ توسط یوفا برای انتخاب مکان‌های فینال لیگ قهرمانان یوفا، لیگ اروپا و لیگ قهرمانان زنان در سال ۲۰۲۰ آغاز شد. انجمن‌ها باید تا ۳۱ اکتبر ۲۰۱۷ ابراز علاقه کنند و پرونده‌های پیشنهاد باید تا ۱ مارس ۲۰۱۸ ارسال شود. فدراسیون‌هایی که در جام ملت‌های اروپا ۲۰۲۰ به‌عنوان میزبان حضور داشتند مجاز به میزبانی در مسابقه فینال لیگ قهرمانان اروپا ۲۰۲۰ نبودند.
یوفا در تاریخ ۳ نوامبر ۲۰۱۷ اعلام کرد که دو فدراسیون برای میزبانی فینال لیگ قهرمانان اروپا ۲۰۲۰ ابراز علاقه کرده‌اند.
| کشور   | استادیوم              | شهر      | ظرفیت  | یادداشت                              |
| ------ | --------------------- | -------- | ------ | ------------------------------------ |
| پرتغال | استادیو دا لوز        | لیسبون   | ۶۵٬۶۴۷ | میزبان فینال لیگ قهرمانان اروپا ۲۰۱۴ |
| ترکیه  | ورزشگاه المپیک آتاترک | استانبول | ۷۶٬۰۹۲ | میزبان فینال لیگ قهرمانان اروپا ۲۰۰۵ |

ورزشگاه المپیک آتاترک توسط کمیته اجرایی یوفا در طی جلسه خود در کی‌یف در ۲۴ مه ۲۰۱۸ انتخاب شد.
در ۱۷ ژوئن ۲۰۲۰، کمیته اجرایی یوفا اعلام کرد که به دلیل تعویق و جابجایی فینال ۲۰۲۰ به استادیو دا لوز، در عوض قرار بود استانبول میزبان فینال ۲۰۲۱ باشد.

### انتقال به پورتو
با توجه به دنیاگیری کووید-۱۹ در ترکیه، باشگاه فوتبال استون ویلا پیشنهاد داد که این فینال به‌جای ترکیه در ورزشگاه ویلا پارک، بیرمنگام و در حضور ۸٬۰۰۰ تماشاگر برگزار شود. در ۷ مه ۲۰۲۱، وزیر امور خارجه حمل و نقل انگلستان، گرانت شپس به طرفداران توصیه کرد که برای تماشای بازی فینال به ترکیه سفر نکنند.
در ۱۳ مه ۲۰۲۱، یوفا اعلام کرد محل برگزاری فینال به ورزشگاه دراگو در شهر پورتوی کشور پرتغال، کشوری که از نظر دنیاگیری کووید-۱۹ در وضعیت سبز بود، انتقال یافته است.

## پیش‌زمینه
منچسترسیتی پیش از این بازی در فینال جام در جام اروپا ۱۹۷۰ حضور داشت و موفق به کسب جام شد. آن‌ها نهمین تیم برتر انگلیسی بودند که در فینال لیگ قهرمانان اروپا یوفا شرکت داشتند. همچنین این بازی سومین فینال پپ گواردیولا بعد از سال‌های ۲۰۰۹ و ۲۰۱۱ و نیز اولین فینال او با تیمی غیر از بارسلونا بود.
چلسی نیز پیش از این بازی در فینال لیگ قهرمانان اروپا ۲۰۱۲ در ضربات پنالتی بایرن مونیخ را مغلوب کرد و فاتح جام شد، همچنین چلسی دو بار به فینال لیگ اروپا راه یافت و هر دو بار توانست این جام را فتح کند. در این فصل تیم زنان چلسی نیز توانست تا فینال لیگ قهرمانان اروپای زنان راه یابد تا این تیم تبدیل به اولین باشگاه اروپا شود که در یک فصل هم تیم مردان و هم تیم زنانش به فینال لیگ قهرمانان اروپا می‌رسند. توماس توخل نیز تبدیل به اولین سرمربی تاریخ اروپا شد که در دو فصل پیاپی با دو تیم متفاوت به فینال لیگ قهرمانان اروپا راه می‌یابد. او با تیم پاری سن-ژرمن در سال ۲۰۲۰ به فینال رقابت‌ها راه یافت اما با نتیجه ۰—۱ مغلوب بایرن مونیخ شد.
این بازی سومین فینال تمام انگلیسی بعد از سال‌های ۲۰۰۸ و ۲۰۱۹ بود.
این دو تیم قبل از این بازی، در این فصل از رقابت‌ها ۳ بار با هم بازی داشته‌اند. بازی اول در دور رفت لیگ برتر بود که در آن سیتی در ورزشگاه استمفورد بریج موفق به برد با نتیجه ۳—۱ شد. بازی دوم در رقابت‌های جام حذفی بود که در آن چلسی موفق به برد ۰—۱ در برابر سیتی شد. سومین بازی نیز در دور برگشت لیگ برتر بود که در آن بازی چلسی ۲—۱ پیروز شد.

## مسیر تا فینال
در تمام نتایج، گل‌های زده تیم فینالیست در سمت راست آمده است (H: میزبان، A: مهمان)
| رتبه | تیم          | بازی | امتیاز |
| ---- | ------------ | ---- | ------ |
| ۱    | منچستر سیتی  | ۶    | ۱۶     |
| ۲    | پورتو        | ۶    | ۱۳     |
| ۳    | المپیاکوس    | ۶    | ۳      |
| ۴    | المپیک مارسی | ۶    | ۳      |

| رتبه | تیم       | بازی | امتیاز |
| ---- | --------- | ---- | ------ |
| ۱    | چلسی      | ۶    | ۱۴     |
| ۲    | سویا      | ۶    | ۱۳     |
| ۳    | کراسنودار | ۶    | ۵      |
| ۴    | رن        | ۶    | ۱      |

یادداشت‌ها
1. 1 2  بازی‌های رفت و برگشت دور یک‌هشتم نهایی به‌خاطر محدودیت‌های سفر ناشی از کووید-۱۹ بین آلمان و انگلستان، در شهر بوداپست برگزار شد.[۲۰][۲۱]
2. ↑  بازی رفت دور یک‌هشتم نهایی به‌خاطر محدودیت‌های سفر ناشی از کووید-۱۹ از انگلستان به اسپانیا، در شهر بخارست برگزار شد.[۲۰]
3. 1 2  بازی‌های رفت و برگشت دور یک‌چهارم نهایی به‌خاطر محدودیت‌های سفر ناشی از کووید-۱۹ بین پرتغال و انگلستان، در شهر سویل برگزار شد.[۲۲]

## پیش–بازی

### تیم داوری

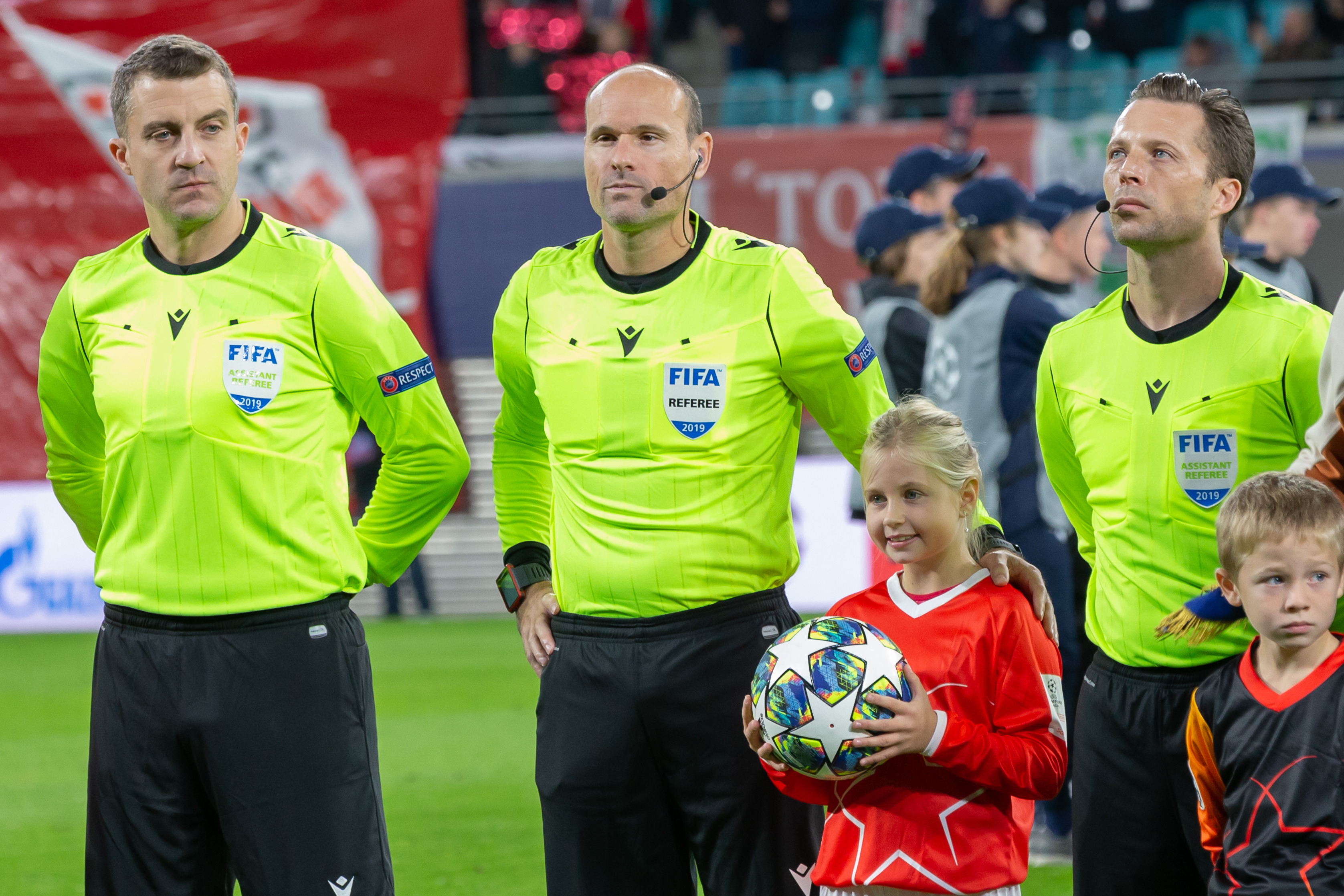
آنتونیو متئو لائوس اسپانیایی (وسط) فینال را قضاوت کرد. کمک داوران این بازی Roberto Díaz Pérez del Palomar (چپ) و Pau Cebrián Devís (راست) بودند.

در ۱۲ مه ۲۰۲۱، یوفا، آنتونیو متئو لائوس اسپانیایی را به عنوان داور نهایی انتخاب کرد. لائوس از سال ۲۰۱۱ داور فیفا بوده است و پیش از این در فینال لیگ قهرمانان اروپا ۲۰۱۹ به‌عنوان داور چهارم حضور داشت. او پیش از این بازی در فصل ۲۱—۲۰۲۰، داور یک بازی پلی-آف، چهار بازی گروهی و یک بازی در مرحله یک‌چهارم نهایی را سوت زده بود. او در جام جهانی فوتبال ۲۰۱۸ در روسیه داوری کرد و به عنوان یک داور برای جام ملت‌های اروپا ۲۰۲۰ انتخاب شد. شش نفر از هم وطنان او از جمله کمک داوران بازی، Pau Cebrián Devís و Roberto Díaz Pérez del Palomar در قضاوت بازی به او کمک می‌کنند. کارلوس دل سرو داور چهارم این بازی است و الخاندرو هرناندز هرناندز نیز به‌عنوان کمک داور ویدئویی حضور دارد. Juan Martínez Munuera و Íñigo Prieto López de Cerain در کنار Paweł Gil لهستانی نیز دستیاران کمک داور ویدئویی در این بازی هستند.

### مراسم افتتاحیه
مارشملو، دی‌جی آمریکایی و تولیدکننده موسیقی الکترونیک به‌همراه خالید و سلنا گومز یک نمایش مجازی را برای مراسم افتتاحیه پیش از مسابقه انجام دادند.
1. «تنها»
2. «دوست»
3. «خوشحال‌تر»
4. «گرگ‌ها» (به‌همراه سلنا گومز)
5. «سکوت» (به‌همراه خالید)

## بازی

### جزئیات
تیم «میزبان» با قرعه‌کشی اضافی که پس از قرعه‌کشی مرحله یک‌چهارم نهایی و نیمه‌نهایی برگزار شد، در مقر یوفا در نیون سوئیس مشخص شد.

| منچستر سیتی | ۰–۱   | چلسی           |
| ----------- | ----- | -------------- |
|             | گزارش | کای هاورتز ۴۲' |

| منچستر سیتی | چلسی |

| GK              | ۳۱ | ادرسون مورائس            |     |     |
| RB              | ۲  | کایل واکر                |     |     |
| CB              | ۵  | جان استونز               |     |     |
| CB              | ۳  | روبن دیاش                |     |     |
| LB              | ۱۱ | الکساندر زینچنکو         |     |     |
| CM              | ۲۰ | برناردو سیلوا            |     | '۶۴ |
| CM              | ۸  | ایلکای گوندوغان          | '۳۵ |     |
| CM              | ۴۷ | فیل فودن                 |     |     |
| AM              | ۱۷ | کوین دی بروینه (کاپیتان) |     | '۶۰ |
| CF              | ۲۶ | ریاض محرز                |     |     |
| CF              | ۷  | رحیم استرلینگ            |     | '۷۷ |
| بازیکنان ذخیره: |    |                          |     |     |
| GK              | ۱۳ | زک استفن                 |     |     |
| GK              | ۳۳ | اسکات کارسن              |     |     |
| DF              | ۶  | ناتان آکه                |     |     |
| DF              | ۱۴ | آیمریک لاپورت            |     |     |
| DF              | ۲۲ | بنژامین مندی             |     |     |
| DF              | ۲۷ | ژوآو کانسلو              |     |     |
| DF              | ۵۰ | اریک گارسیا              |     |     |
| MF              | ۱۶ | رودری                    |     |     |
| MF              | ۲۵ | فرناندینیو               |     | '۶۴ |
| FW              | ۹  | گابریل ژسوس              | '۸۸ | '۶۰ |
| FW              | ۱۰ | سرخیو آگوئرو             |     | '۷۷ |
| FW              | ۲۱ | فران تورس                |     |     |
| سرمربی:         |    |                          |     |     |
| پپ گواردیولا    |    |                          |     |     |

| GK              | ۱۶ | ادوارد مندی                |     |     |
| CB              | ۲۸ | سزار آزپیلیکوئتا (کاپیتان) |     |     |
| CB              | ۶  | تیاگو سیلوا                |     | '۳۹ |
| CB              | ۲  | آنتونیو رودیگر             | '۵۷ |     |
| RWB             | ۲۴ | ریس جیمز                   |     |     |
| LWB             | ۲۱ | بن چیلول                   |     |     |
| CM              | ۵  | ژورژینیو                   |     |     |
| CM              | ۷  | انگولو کانته               |     |     |
| RW              | ۲۹ | کای هافرتس                 |     |     |
| LW              | ۱۹ | میسون ماونت                |     | '۸۰ |
| CF              | ۱۱ | تیمو ورنر                  |     | '۶۶ |
| بازیکنان ذخیره: |    |                            |     |     |
| GK              | ۱  | کپا آریزابالاگا            |     |     |
| GK              | ۱۳ | ویلی کابایرو               |     |     |
| DF              | ۳  | مارکوس آلونسو مندوزا       |     |     |
| DF              | ۴  | آندریاس کریستنسن           |     | '۳۹ |
| DF              | ۱۵ | کورت زوما                  |     |     |
| DF              | ۳۳ | امرسون پالمیری             |     |     |
| MF              | ۱۰ | کریستین پولیسیک            |     | '۶۶ |
| MF              | ۱۷ | ماتئو کواچیچ               |     | '۸۰ |
| MF              | ۲۰ | کالوم هادسون-اودوی         |     |     |
| MF              | ۲۲ | حکیم زیاش                  |     |     |
| MF              | ۲۳ | بیلی گیلمور                |     |     |
| FW              | ۱۸ | الیویه ژیرو                |     |     |
| سرمربی:         |    |                            |     |     |
| توماس توخل      |    |                            |     |     |

| بهترین بازیکن زمین: انگولو کانته (چلسی) کمک داوران: Pau Cebrián Devís (اسپانیا) Roberto Díaz Pérez del Palomar (اسپانیا) داور چهارم: کارلوس دل سرو (اسپانیا) کمک داور ویدئویی: الخاندرو هرناندز هرناندز (اسپانیا) دستیاران کمک داور ویدئویی: Juan Martínez Munuera (اسپانیا) Íñigo Prieto López de Cerain (اسپانیا) Paweł Gil (لهستان) | قوانین بازی - ۹۰ دقیقه وقت معمول - ۳۰ دقیقه وقت اضافه در صورت لزوم - ضربات پنالتی در صورت ادامه داشتن تساوی - ۱۲ بازیکن ذخیره - حداکثر پنج تعویض، و تعویض ششم در وقت اضافه |

### آمار
| آمار          | منچستر سیتی | چلسی |
| ------------- | ----------- | ---- |
| گل زده        | ۰           | ۱    |
| تعداد شوت     | ۳           | ۵    |
| شوت در چارچوب | ۱           | ۲    |
| دفع توپ       | ۱           | ۱    |
| مالکیت توپ    | ۵۳٪         | ۴۷٪  |
| ضربات کرنر    | ۱           | ۱    |
| تعداد خطا     | ۷           | ۶    |
| آفساید        | ۱           | ۲    |
| کارت زرد      | ۱           | ۰    |
| کارت قرمز     | ۰           | ۰    |

| آمار          | منچستر سیتی | چلسی |
| ------------- | ----------- | ---- |
| گل زده        | ۰           | ۰    |
| تعداد شوت     | ۴           | ۳    |
| شوت در چارچوب | ۰           | ۰    |
| دفع توپ       | ۰           | ۰    |
| مالکیت توپ    | ۶۴٪         | ۳۶٪  |
| ضربات کرنر    | ۲           | ۰    |
| تعداد خطا     | ۷           | ۷    |
| آفساید        | ۰           | ۱    |
| کارت زرد      | ۱           | ۱    |
| کارت قرمز     | ۰           | ۰    |

| آمار          | منچستر سیتی | چلسی |
| ------------- | ----------- | ---- |
| گل زده        | ۰           | ۱    |
| تعداد شوت     | ۷           | ۸    |
| شوت در چارچوب | ۱           | ۲    |
| دفع توپ       | ۱           | ۱    |
| مالکیت توپ    | ۵۸٪         | ۴۲٪  |
| ضربات کرنر    | ۳           | ۱    |
| تعداد خطا     | ۱۴          | ۱۳   |
| آفساید        | ۱           | ۳    |
| کارت زرد      | ۲           | ۱    |
| کارت قرمز     | ۰           | ۰    |